# Acanthopsyche ecksteini
Acanthopsyche ecksteini är en fjärilsart som beskrevs av Lederer 1855. Acanthopsyche ecksteini ingår i släktet Acanthopsyche och familjen säckspinnare. Inga underarter finns listade i Catalogue of Life.